# Vicente Antonio García de la Huerta
Pour les articles homonymes, voir Vicente García, García et Huerta (homonymie).
Vicente Antonio García de la Huerta est un poète dramatique espagnol, né à Zafra, en 1729, et mort en 1787. 

## Biographie
Bibliothécaire royal, il est élu en 1759 à l'Académie de Madrid et se fait le défenseur de la littérature classique nationale contre l'envahissement des littératures étrangères. Il s'oppose ainsi de manière virulente aux Gallicistes.

## Œuvres
Outre des traductions d'Horace et de poètes français, on lui doit :
- 1760 : Églogue des pécheurs
- 1760 : Agamemnon vengé, tragédie
- 1760 : Vocabulo militar espanol
- 1763 : Jupiter conservador, poème mythologique en stances
- 1778 : Rachel, tragédie
- 1778 : Obras poeticas
- 1785-1788 : Théâtre espagnol, 16 vol dont, dans le dernier ses propres tragédies